# 빌리 (개)
빌리(영어: Billy)는 프랑스 중서부에서 발원한 큰 후각 수렵견이다.

## 묘사
빌리는 순백색, 황백색 또는 회색일 수 있으며, 때때로 머리와 몸에 오렌지색 또는 레몬색 반점이 있다. 털은 짧고 부드러우며 촉감이 거칠다. 몸무게는 72~104 lbs, 키는 수컷이 60~70 cm, 암컷이 58~62 cm이다.
국제애견연맹 표준은 개가 움직임을 할 때 쉽게 질주해야 한다고 제안한다. 이 품종의 표준은 1885년에 제정되었다.
빌리는 작은 집에 적합하지 않다; 많은 운동이 필요하고 억제하기 어렵고 매우 빠르다.

## 같이 보기
- 개 품종의 목록
- 후각 수렵견
- 수렵견

### 참고 문헌
- Alderton, David, Hounds of the World, Swan Hill Press, Shrewsbury, 2000, ISBN 1-85310-912-6.
- Cunliffe, Juliette, The Encyclopedia of Dog Breeds Parragon, 2001, ISBN 0-7525-6561-3.
- Federation Cynologique Internationale, Billy, retrieved 12 Dec 14.
- Fogle, Bruce, The Encyclopedia of the Dog, DK Publishing, New York, 2009, ISBN 978-0-7566-6004-8.
- Hancock, David, Hounds: Hunting by Scent, The Crowood Press Ltd, Marlborough, 2014, ISBN 978-1-84797-601-7.